# Danny Pudi
Daniel Mark "Danny" Pudi (n. 10 de marzo de 1979) es un actor y comediante estadounidense. Es más conocido por su papel como Abed Nadir en la serie de televisión Community (2009-2015), de la cadena NBC.

## Filmografía

### Películas
| Año  | Título                                     | Rol             | Notas                             |
| ---- | ------------------------------------------ | --------------- | --------------------------------- |
| 2007 | Cop Show                                   | Saffa           | Cortometraje                      |
| 2009 | Road Trip: Beer Pong                       | Arash           |                                   |
| 2009 | Nilam Auntie: An International Treasure    | Melvin          | Cortometraje                      |
| 2010 | Blowout Sale                               | Glen            | Cortometraje                      |
| 2011 | Fully Loaded                               | Danny           |                                   |
| 2011 | Hoodwinked Too! Hood vs. Evil              | Little Boy Blue | Voz                               |
| 2012 | Leader of the Pack                         | Doug            | Cortometraje                      |
| 2012 | The Guilt Trip                             | Sanjay          | Sin acreditar                     |
| 2012 | Flatland 2: Sphereland                     | Puncto          | Voz                               |
| 2013 | The Pretty One                             | Dr. Rao         |                                   |
| 2013 | Vijay and I                                | Rad             |                                   |
| 2013 | Knights of Badassdom                       | Lando           |                                   |
| 2014 | Untucked                                   | —               | Cortometraje documental; director |
| 2014 | Captain America: The Winter Soldier        | Com Tech #1     | Cameo                             |
| 2015 | Larry Gaye: Renegade Male Flight Attendant | Nathan Vignes   |                                   |
| 2015 | The Tiger Hunter                           | Sami Malik      |                                   |
| 2017 | Smurfs: The Lost Village                   | Pitufo Filósofo | Voz                               |
| 2022 | American Dreamer                           | Craig           |                                   |
| 2023 | Somebody I Used to Know                    | Danny           |                                   |

### Televisión
| Año                                     | Título                         | Rol                             | Notas |
| --------------------------------------- | ------------------------------ | ------------------------------- | --- |
| 2006                                    | ER                             | Mahir Kardatay                  | Estrella invitada - 3 episodios |
| 2006                                    | Gilmore Girls                  | Raj                             | Estrella invitada - 4 episodios |
| 2006                                    | The West Wing                  | Santos Aide                     | Estrella invitada - 1 episodio |
| 2007–2008                               | Greek                          | Sanjay                          | Estrella invitada - 4 episodios |
| 2008                                    | The Bill Engvall Show          | Josh                            | Estrella invitada - 1 episodio |
| 2009–2015                               | Community                      | Abed Nadir                      | Elenco principal; Nominado - Television Critics Association Awards al Logro Individual en Comedia (2011) Nominado - Premio de la Crítica Televisiva al mejor actor secundario en una serie de comedia (2011-2013) |
| 2011                                    | Cougar Town                    | Chad (Como Abed Nadir)          | Extra no acreditado - 1 episodio |
| 2011                                    | Chuck                          | Empleado de Buy More            | Estrella invitada - 1 episodio |
| 2011                                    | McDonald's Thanksgiving Parade | Invitado especial               | |
| 2020-2021 Mythic Quest: Raven's Banquet | Brad                           | Elenco principal - 17 episodios | |
| 2021                                    | Summer Camp Island             | Cookiesmell (voz)               | Episodio: "Shave a Little Off the Wheel" |